# Рендолф (округ, Алабама)
Шаблон:StateAbbr_ 33°17′21″ пн. ш. 85°27′37″ зх. д. / 33.289166666667° пн. ш. 85.460277777778° зх. д.
 Рендолф (англ. Randolph County) — округ (графство) у штаті Алабама. Ідентифікатор округу 01111.

## Історія
Округ утворений 1832 року.

## Демографія
За даними перепису
2000 року
загальне населення округу становило 22380 осіб, зокрема міського населення було 4873, а сільського — 17507.
Серед мешканців округу чоловіків було 10810, а жінок — 11570. В окрузі було 8642 домогосподарства, 6225 родин, які мешкали в 10285 будинках.
Середній розмір родини становив 3,02.
Віковий розподіл населення поданий у таблиці:
| Стать    | До 15 років | 15-21 | 22-29 | 30-39 | 40-49 | 50-65 | 65-85 | Понад 85 |
| -------- | ----------- | ----- | ----- | ----- | ----- | ----- | ----- | -------- |
| Чоловіки | 2375        | 1096  | 1078  | 1429  | 1603  | 1817  | 1285  | 127      |
| Жінки    | 2300        | 1044  | 1047  | 1564  | 1544  | 1919  | 1811  | 341      |

## Суміжні округи
- Клеберн — північ
- Керролл, Джорджія — північний схід
- Герд, Джорджія — схід
- Труп, Джорджія — південний схід
- Чемберс — південь
- Таллапуса — південний захід
- Клей — захід

## Виноски
1. ↑  American FactFinder. Бюро перепису населення США. Архів оригіналу за 26 лютого 2012. Процитовано 31 січня 2008.
2. ↑  Oregon: Population of Counties by Decennial Census: 1900 to 1990 — Бюро перепису населення США (англ.)
3. ↑  http://factfinder2.census.gov
4. ↑  Архівована копія. Архів оригіналу за 11 серпня 2012. Процитовано 18 травня 2012.{{cite web}}:  Обслуговування CS1: Сторінки з текстом «archived copy» як значення параметру title (посилання)